# Handball-DDR-Oberliga (Männer) 1963/64
Die Handball-DDR-Oberliga 1963/64 wurde sowohl in der Halle als auch auf dem Feld mit jeweils 20 Mannschaften ausgetragen. Es wurden jeweils doppelte Punktspielrunden in zwei so genannten Oberliga-Staffeln durchgeführt, die Staffelsieger ermittelten in den Hallen- und Feldfinals den Meister. Der ASK Vorwärts Berlin gewann beide Endspiele. Da ab der Saison 1964/65 nur noch jeweils mit einer eingleisigen Oberliga gespielt wurde, qualifizierten sich nur die fünf Staffelersten für die Meisterschaft 1964/65.

## Hallenhandball

### Abschlusstabellen
| Pl. | Mannschaft                | Sp | S  | U | N  | Tore    | Punkte |
| 1   | ASK Vorwärts Berlin       | 18 | 16 | – | 2  | 354:257 | 32:04  |
| 2   | SC Dynamo Berlin          | 18 | 15 | – | 3  | 383:268 | 30:06  |
| 3   | SC Empor Rostock          | 18 | 14 | – | 4  | 316:259 | 28:08  |
| 4   | BSG Lok Dresden           | 18 | 11 | – | 7  | 365:287 | 22:14  |
| 5   | SG Dynamo Halle           | 18 | 10 | 1 | 7  | 321:299 | 21:15  |
| 6   | BSG ZAB Dessau            | 18 | 7  | 2 | 9  | 354:338 | 16:20  |
| 7   | SG Dynamo Leipzig         | 18 | 6  | 1 | 11 | 303:329 | 13:23  |
| 8   | BSG Stahl Krauschwitz (N) | 18 | 3  | 3 | 12 | 308:390 | 09:27  |
| 9   | BSG Lok Frankfurt/O.      | 18 | 2  | – | 16 | 270:409 | 04:32  |
| 10  | BSG Chemie Premnitz (N)   | 18 | 2  | 1 | 15 | 283:421 | 03:33  |

| Pl. | Mannschaft                    | Sp | S  | U | N  | Tore    | Punkte |
| 1   | SC DHfK Leipzig               | 18 | 16 | 1 | 1  | 410:273 | 33:03  |
| 2   | SC Lok Leipzig                | 18 | 13 | 3 | 2  | 347:249 | 29:07  |
| 3   | BSG Wismut Aue                | 18 | 11 | 2 | 5  | 325:301 | 24:12  |
| 4   | SC Aufbau Magdeburg           | 18 | 10 | 1 | 7  | 345:311 | 21:15  |
| 5   | BSG Lok Magdeburg SO          | 18 | 9  | 1 | 8  | 297:303 | 19:17  |
| 6   | BSG Lok Erfurt                | 18 | 6  | 2 | 10 | 331:353 | 14:22  |
| 7   | BSG Motor Eisenach            | 18 | 6  | 1 | 11 | 349:323 | 13:23  |
| 8   | BSG Motor Gera (N)            | 18 | 6  | – | 12 | 306:381 | 12:24  |
| 9   | HSG Wissenschaft Freiberg (N) | 18 | 5  | – | 13 | 305:410 | 10:26  |
| 10  | BSG Aufbau Schwarza           | 18 | 2  | 1 | 15 | 300:411 | 05:31  |

| Spiel um Platz 3: SC Dynamo Berlin – SC Leipzig 18:16 |

### Endspiel – Halle
(9. Februar 1964)
ASK Vorwärts Berlin – SC DHfK Leipzig 18:15 (8:8)
Der viermalige Hallenmeister SC DHfK ging als Favorit in sein sechstes Endspiel. Dort traf er auf einen nüchtern aber effektiv spielenden Armeeklub. Dieser hatte mit Klaus Müller den treffsichersten Akteur des Spiels und mit Waldemar Pappusch einen Torjäger, der nicht zu stellen war. Obwohl die DHfK-Spieler mit ihren blind gespielten Kombinationen zu gefallen wussten, kamen sie mit ihren Fernwürfen nicht zum Erfolg. Torwart Bodo Fischer entpuppte sich als Schwachstelle der Leipziger, er kam mit Würfen aus spitzem Winkel nicht zurecht, mit seinen Steilpässen erreichte er seine Mitspieler nicht. Bis eine Minute vor dem Halbzeitpfiff führte der ASK ständig, ehe der SC DHfK in letzter Sekunde noch den Ausgleich schaffte. Als der SC nach Wiederanpfiff überraschend in Führung ging, ließen sich die ASK-Spieler nicht aus der Ruhe bringen und spielten bis zur 40. Minute einen vermeintlich sicheren 13:9-Vorsprung heraus. Danach verhaspelte sich der ASK für kurze Zeit in wirkungslosem Tempospiel, das den Leipzigern in der 51. Minute den Anschlusstreffer ermöglichte. In der nun aufkommenden Dramatik behielten die Armeespieler den Kopf oben, fanden ihre Treffsicherheit wieder und zogen zeitweise wieder auf vier Tore davon. In der Schlussphase versuchte es der SC DHfK mit Manndeckung, doch die eigenen Angreifer konnten sich gegen die ASK-Abwehr nicht mehr durchsetzen.
| ASK: Reiner Frieske – Obermeyer (2), Waldemar Pappusch (5), Herbert Liedke (1), Josef Rose (2). Klaus Müller (6), Hans Haberhauffe (2), Peter Kertzscher, Jürgen Michalk DHfK: Bodo Fischer – Klaus Langhoff (2), Paul Tiedemann (4), Siegfried Warm; Otto Hölke (2), Hannes Eichhorn (1), Erwin Kaldarasch (1), Peter Randt (3), Lothar Fährmann (1). Schmitt (1) |
| Schiedsrichter: Singer (Fraureuth), Zuschauer: 3500 in der Werner-Seelenbinder-Halle (Ost-Berlin) |

## Feldhandballmeisterschaft 1964

### Punktspiele
| Pl. | Mannschaft                  | Sp  | S  | U | N  | Tore    | Punkte |
| 1   | SC DHfK Leipzig             | 18  | 16 | 1 | 1  | 372:214 | 33:03  |
| 2   | SC Dynamo Berlin            | 18  | 15 | – | 3  | 322:204 | 30:06  |
| 3   | SC Aufbau Magdeburg         | 18  | 14 | – | 4  | 277:214 | 28:08  |
| 4   | SC Empor Rostock            | 18  | 11 | – | 7  | 251:233 | 22:14  |
| 5   | BSG BGW Berlin              | *17 | 8  | 1 | 8  | 191:234 | 17:17  |
| 6   | BSG Stahl Krauschwitz       | 18  | 7  | 2 | 9  | 246:260 | 16:20  |
| 7   | BSG ZAB Dessau              | *17 | 6  | 1 | 10 | 223:266 | 13:21  |
| 8   | BSG Lok Schleife            | 18  | 4  | – | 14 | 205:274 | 08:28  |
| 9   | BSG Motor Magdeburg SO (N)  | 18  | 3  | 1 | 14 | 204:260 | 07:29  |
| 10  | BSG Aktivist Weißwasser (N) | 18  | 1  | 2 | 15 | 179:301 | 04:32  |

* ZAB Dessau – BGW Berlin nicht ausgetragen
| Pl. | Mannschaft               | Sp | S  | U | N  | Tore    | Punkte |
| 1   | ASK Vorwärts Berlin      | 18 | 14 | 3 | 1  | 344:214 | 31:05  |
| 2   | SC Lok Leipzig           | 18 | 12 | 1 | 5  | 270:213 | 25:11  |
| 3   | BSG Motor Eisenach       | 18 | 11 | 2 | 5  | 235:200 | 24:12  |
| 4   | SG Dynamo Leipzig        | 18 | 10 | 3 | 5  | 271:252 | 23:13  |
| 5   | BSG Wismut Aue           | 18 | 9  | 3 | 6  | 276:264 | 21:15  |
| 6   | SG Dynamo Halle          | 18 | 5  | 6 | 7  | 246:256 | 16:20  |
| 7   | BSG Lok Magdeburg SO     | 18 | 6  | 3 | 9  | 215:216 | 15:21  |
| 8   | BSG Empor Weißenfels (N) | 18 | 5  | 2 | 11 | 266:318 | 12:24  |
| 9   | BSG Aufbau Schwarza      | 18 | 4  | 2 | 12 | 238:303 | 10:26  |
| 10  | BSG Motor Schönau (N)    | 18 | 1  | 1 | 16 | 211:339 | 03:33  |

| Spiel um Platz 3: SC Leipzig – Dynamo Berlin 14:10 |

### Endspiel – Feld
(27. September 1964)
ASK Vorwärts Berlin – SC DHfK Leipzig 12:6
In der Wiederholung des Hallen-Endspiels setzte sich erneut der Armeesportklub durch. Trotz Dauerregens entwickelte sich ein spielerisch ansprechendes Finale. Während die DHfK ihr Spiel schachbrettartig, gestaltet von Hannes Eichhorn und Klaus Langhoff, aufzog, versuchte der ASK mit fliegenden Kombinationen zum Erfolg zu kommen. So spielten beide Mannschaften zunächst auf gleichem Niveau, und die erste Halbzeit endete folgerichtig 6:6 unentschieden. Zu Beginn der zweiten Spielhälfte nutzte der ASK individuelle Fehler des Gegners, um schnell auf 8:6 davon zu ziehen. Während die Leipziger Spieler mit den schwierigen Bodenverhältnissen nicht mehr richtig zurechtkamen und physisch immer mehr abbauten, gewann der ASK immer mehr Spielanteile. Nach der Hälfte der zweiten Halbzeit lag der Armeeklub mit 10:6 in Front und legte bis zum Schlusspfiff noch zweimal nach, während den Leipzigern in der gesamten zweiten Spielhälfte kein Torerfolg gelang.
| ASK: Häckel – Herbert Liedke, Obermeyer; Lieske, Krost, Waldemar Pappusch; Josef Rose (3), Hebler (3), Klaus Müller (2), Gruber, Hans Haberhauffe (4) DHfK: Klaus Franke – Wolf-Dietrich Neiling, Faasch; Hannes Eichhorn, Siegfried Warm, Klaus Langhoff; Peter Randt (1), Paul Tiedemann (1), Schmitt (3), Otto Hölke (1), Wöhler |
| Schiedsrichter: Schoof (Magdeburg), Zuschauer: 3000 in Plauen |

## Quelle
- DDR-Sportzeitung Deutsches Sportecho, Jahrgang 1964